# Вечная жизнь
Ве́чная жизнь — во многих религиях это неограниченное временем существование личности или души после смерти, являющееся высшей целью бытия человека.

## Политеизм
В большинстве известных религиозных традиций древности земное существование воспринималось лишь как приготовление человека к переходу в загробный мир. Понятие вечной жизни было связано с посмертным судом и концепцией двух загробных путей человека — блаженного или скорбного.
Древнеегипетское представление о смерти было оптимистичным: присутствовало почти полное отсутствие страха перед смертью, наградой праведникам являлось вечное блаженство. По воззрениям древних египтян, загробный мир — это мир надземный. Важнейшим положением древнеегипетской религии была вера в последующее телесное воскресение человека: к вечной жизни предназначались не только души людей, но и их тела, которые будут восстановлены. Об этом свидетельствует заупокойный ритуал, гробницы и гробничная утварь, заупокойные храмы и искусство бальзамирования.
В древних религиях Междуречья (Месопотамии) представления о посмертной жизни человека были предельно пессимистичны. Место загробного пребывания представляло собой мрачную, безрадостную картину томительного существования. И праведников, и грешников ждала одна и та же плачевная участь. Все награды и наказания получены уже в земной жизни. Души умерших должны были пребывать в месте, в котором не было никакой надежды на воскресение или новое рождение. Блаженное бессмертие было доступно только для богов. Однако в «стране без возврата» существовали различные градации страдания, в зависимости от того, кто как провёл жизнь.
Во II—I тысячелетии до н. э. во время ведического периода неотъемлемой частью индуизма была идея блаженной вечности после смерти. Ведические тексты и погребальный обряд древних индийцев свидетельствовал, что человек надеялся обрести после смерти пребывание в божественном мире, в воскресшем, заново рождённом собственном теле, очищенном от греха. Однако позднее всё большее распространение получает идея двух путей: помимо блаженной вечности, ожидающей почитающих богов праведников, существует место наказания, мрачная бездна, безвозвратно поглощающая злых. В начале I тысячелетия до н. э. брахманизм пришёл на смену Ведам. Появилось новое учение — о карме, сансаре, переселении душ. Доминирующим стало представление о двух посмертных путях человека: 1-й путь для постигших сокровенное знание, ведущей к блаженной вечной жизни, 2-й путь для тех, кто не получил вечной жизни и поглощенный второстепенными богами вновь ниспадал на землю. Нравственные качества человека в брахманизме уже не имели для получения вечной жизни столь существенного значения, как в религии Вед. На первый план выдвигалось сокровенное знание и точное исполнение ритуалов. Достижение вечной жизни осуществлялось человеком через признание тождества атмана (духа человека) и брахмана (мировой души, олицетворением которой являлся верховный бог Брахма) и их последующее слияние. Реинкарнация, даже «благополучная», с точки зрения брахманистов являлась наказанием, а не наградой.
Буддизм воспринял общую направленность и пессимистический характер брахманической философии, но при этом отверг её основной принцип выражающий идею тождества и слияния атмана и брахмана. В буддизме отсутствует концепция вечной жизни. Конечная цель человека в буддизме — растворение в нирване (букв. угасание), которое достигается через пассивное состояние недеяния, нежелания, нечувствия, через осознание тотальной пустоты, в которой растворяется призрачный индивид.
В религии древних греков только в теле человеческая жизнь может быть беспечальной и только земные блага являются подлинными. Тем не менее признаётся посмертное существование человеческой души, но это существование мрачное, томительное, на грани небытия. Вечное блаженство — только для богов (Олимп). Однако, по-видимому, первоначальные воззрения древних греков на посмертную участь человека были иными, более оптимистичными. Об этом свидетельствует, в частности, упоминание Гомером Елисейских полей, «где протекают светло-беспечальные дни человека».

## Иудаизм
В Ветхом Завете идея вечной жизни выражена неопределённо. Например, согласно книге Екклесиаста, отсутствует посмертное разделение людей:

Всему и всем — одно: одна участь праведнику и нечестивому, доброму и [злому], чистому и нечистому, приносящему жертву и не приносящему жертвы; как добродетельному, так и грешнику; как клянущемуся, так и боящемуся клятвы».
— Еккл. 9:2
Также согласно книге Иова, каждого человека, как праведного и грешного, после смерти ожидает одна и та же участь: его тело обращается в прах (Иов. 14:10), а душа же спускается в царство тьмы (Иов. 10:21).
В книге Бытия награды за праведность заключены в земных пределах — богатство, здоровье, долголетие, умножение рода (Быт. 22:17, Быт. 26:3, 4). В большинстве случаев эти обетования именуются вечными. Согласно Пятикнижию Моисея, вечная жизнь — это бесконечное родовое благополучие в условиях земного мира (Быт. 26:4, Быт. 48:4, Исх. 32:13).
Однако в книгах Пророков пришествие Мессии связывается со всеобщим воскресением мёртвых и судом: «Оживут мертвецы Твои, восстанут мертвые тела!» (Ис. 26:19), «многие из спящих в прахе земли пробудятся, одни для жизни вечной, другие на вечное поругание и посрамление» (Дан. 12:2).
В неканонических книгах Ветхого Завета идея посмертного существования человека, а также вера в воскресение мёртвых и вечную жизнь выражена достаточно чётко (Прем. 2:1—5, Прем. 2:21—24, Прем. 3:1—4, 2Макк. 7:9, 14, 2Макк. 12:43, 3Езд. 2:23). Согласно книге Премудрости Соломона, «Бог создал человека для нетления и соделал его образом вечного бытия Своего» (Прем. 2:23).
Во II веке до н. э. в иудаизме появились фарисеи и саддукеи. Фарисеи верили в будущее воскресение, а саддукеи отрицали его. Евреи, считали, что Мессия должен установить своё вечное Царство, которое большинство иудеев понимали как Царство земное, так как о характере этого Царства в Ветхом Завете сказано неопределенно.
К I—II векам н. э. относятся первые в иудейской литературе упоминания об идее реинкарнации. Взгляды фарисеев, описанные еврейским историком Иосифом Флавием, были следующие: «Души, по их мнению, бессмертны; но только души добрых переселяются после их смерти в другие тела, а души злых обречены на вечные муки». В средневековый период идея переселения душ становится ключевой в Каббале. В Новое время она получает широкое распространение и в других иудейских течениях и школах: «После смерти тела души возвращаются к своему Источнику и переходят в другие тела, чтобы исправить то, что испортили в прошлом воплощении». Однако в отличие от индуизма, реинкарнация в иудаизме не служит средством слияния с божеством, но входит в контекст основного положения иудаизма о вечном царствовании Израиля.

## Христианство
В христианстве вечная жизнь — это блаженное существование в Царстве Божием в нетленных, духовно преображённых телах, что является высшей целью земного существования христианина.
Получение человеком вечной жизни было целью пришествия в мир Иисуса Христа (Ин. 3:15). Согласно Новому Завету, со смертью тел души умерших не уничтожаются и не теряют самосознания (Деян. 2:27—31, 1Пет. 3:19, Еф. 4:9). Вечная жизнь — это дар Божий, который воспринимается людьми уже на земле, посредством веры в Сына Божия (Ин. 3:36, Ин. 5:24) и принятия Крещения (Ин. 3:5). Приобщиться к вечной жизни могут как живые, так и умершие.
Однако дар вечной жизни, полученный при Крещении, требует непрестанного развития со стороны самого человека, что осуществляется через соблюдение заповедей, самоотверженное следование за Иисусом Христом, через постоянство в добродетели и евхаристическое приобщение к Плоти и Крови Христовым (Ин. 6:54):

Ядущий Мою плоть и пиющий Мою кровь имеет жизнь вечную, и Я воскрешу его в последний день.
— Ин. 6:54
Однако полное приобщение к вечной жизни станет возможным только после всеобщего воскресения (Ин. 6:40, 2Кор. 5:1). В новом преображенном состоянии человек получит возможность непосредственно созерцать Бога, но Бог в своей сущности всегда останется недосягаемым. Источником бесконечного блаженства для человека станет богопознание: «Сия же есть жизнь вечная, да знают Тебя, единого истинного Бога, и посланного Тобою Иисуса Христа» (Ин. 17:3). При этом в вечности человек не утратит своего личностного начала и духовно-телесной целостности. Согласно Евангелию от Матфея, в воскресении люди будут пребывать «как Ангелы Божии на Небесах» (Мф. 22:30).
В конце времён состоится всеобщее воскресение из мёртвых, все умершие люди будут воскрешены на Божий суд (Рим. 14:10—12), на котором получат соответствующее своей прожитой земной жизни воздаяние: праведники пойдут в жизнь вечную, а грешники в муку вечную (Мф. 25:46). Людей, любящих Бога, ждёт жизнь, которая будет столь блаженна, что сейчас даже вообразить этого невозможно:

Но, как написано: не видел того глаз, не слышало ухо, и не приходило то на сердце человеку, что приготовил Бог любящим Его.
— 1Кор. 2:9
Святитель Кирилл Иерусалимский писал:

Восстанет то же самое тело, но не в том состоянии, оно будет вечным. Уже не будет иметь нужды в нашей пище для поддержания жизни, ни в лестницах для восхождения. Оно будет духовное, чудное, такое, которого свойств изъяснить как должно мы не можем.

Вечная жизнь не будет иметь конца или изменения. Однако это не означает, что спасенное человечество будет пребывать в статичном неподвижном покое. Состояние человека в вечности — это устремлённость к Богу, бесконечный процесс богоуподобления. Однако нераскаянные грешники не будут способны переживать блаженство любви Божией. Согласно православному богослову Владимиру Лосскому, для них обожающий огонь Святого Духа будет внешним пламенем, приносящим лишь невыносимое мучение.
В христианстве вечная жизнь воспринимается как Царство Божие, Царство небесное, Небесный Иерусалим, рай, лоно Авраамово.

## Научная точка зрения
Гипотеза о существовании вечной жизни души после смерти человека относится к нефальсифицируемым, то есть её невозможно ни доказать, ни опровергнуть. По этому признаку гипотеза не может считаться научной теорией и не подлежит рассмотрению в рамках научной деятельности.
Что касается биологического бессмертия для человека, учёные рассматривают и разрабатывают множество технологий, могущих в перспективе привести к существенному увеличению продолжительности жизни, хотя сама принципиальная возможность отмены старения человека остаётся спорной; так, согласно исследованиям группы математиков, экологов и эволюционных биологов, остановить старение многоклеточных организмов (и, соответственно, людей) не представляется возможным.
Помимо биологического бессмертия тела человека, рассматриваются гипотетические технологии, позволяющие при смертном теле существование бессмертной личности человека — создание искусственного тела.

### Биологическое бессмертие
Сторонники крионики замораживают тела умерших людей, чтобы сохранить их до того времени, когда медики научатся излечивать болезни, обращать вспять процессы старения, а также возвращать умершим жизнь и здоровье.
Илья Мечников, в рамках своей философской антропологии, разрабатывал идею об ортобиозе — полноценном жизненном цикле; идеи Мечникова способствовали развитию геронтологии и танатологии. В рамках его теории предполагается, что продолжительная жизнь (100—120—145 лет) и долгая, деятельная старость должны приводить к естественному желанию смерти, включению инстинкта смерти.